# 離槽/在槽水庫
離槽水庫，是水庫型式之一，主壩興建於非集水河川上，因集水河川與主槽有段距離，以引水隧道或引水溝渠等方法進行集水，便可引入主槽來蓄水。
相對地，水庫另一型式是主壩在集水河川上興建，透過集水河川的集水區集水，河水便自然地流入主槽，形成可蓄水的在槽水庫。

## 效益
- 離槽水庫：
  - 可減少淤沙量。
  - 要增建引水隧道或引水渠道。
  - 水質問題較容易監控與排除。
  - 較於在槽水庫，則易受地形限制。

- 在槽水庫：
  - 較於離槽水庫，淤沙量增加較快，通常要增建攔沙壩。
  - 較於離槽水庫，可充分得到較多水源。

## 實例
- 離槽水庫：
  - 台灣：永和山水庫、新山水庫、湖山水庫、烏山頭水庫、 日月潭、寶山水庫、 寶山第二水庫、仁義潭水庫、蘭潭水庫、中庄調整池、鯉魚潭水庫、鳳山水庫、澄清湖水庫、阿公店水庫、南化水庫
  - 中國大陸：都江堰
  - 日本：
  - 美國：聖路易斯水庫（San Luis Reservoir）

- 在槽水庫：
  - 台灣：曾文水庫、 翡翠水庫、石門水庫、德基水庫、明德水庫、牡丹水庫、石岡壩、武界壩
  - 中國大陸：三峽大壩、劉家峽水庫
  - 日本：黑部水壩